# Paula Mascarenhas
Paula Schild Mascarenhas (Pelotas, 8 de fevereiro de 1970) é uma professora e política brasileira, filiada ao Partido da Social Democracia Brasileira (PSDB). Foi prefeita de Pelotas, a quarta cidade mais populosa do Rio Grande do Sul, durante dois mandatos entre 2017 e 2025. Anteriormente, foi vice-prefeita do mesmo município e trabalhou como professora universitária e assessora política. Atualmente é secretária extraordinária de relações institucionais do governo do Rio Grande do Sul. 

## Primeiros anos
Paula nasceu em 8 de fevereiro de 1970, em Pelotas, no sul do Rio Grande do Sul. Caçula de uma família de três irmãos, é filha de Fernando Otávio, agricultor e pecuarista, e de Maria Helena, psicóloga. Paula estudou em escolas tradicionais do município, como o Instituto de Educação Estadual Assis Brasil e o Colégio Gonzaga. Ela graduou-se aos vinte anos, em letras com habilitação em literatura francesa pela Universidade Federal de Pelotas (UFPel). Em 1998, concluiu um mestrado em letras pela UFPel. Posteriormente, completou um doutorado pela Universidade Federal do Rio Grande do Sul (UFRGS).

## Carreira
Em 1993, tornou-se professora adjunta da UFPel. Em 1999, elegeu-se a primeira presidente do Instituto João Simões Lopes Neto, permanecendo no cargo por nove anos. Ainda no mesmo ano, convidada por Bernardo de Souza, Paula assumiu a assessoria de cultura e educação do deputado na Assembleia Legislativa do Estado do Rio Grande do Sul (ALRS). Durante sete anos, foi o braço direito de Bernardo. Neste período, foi coordenadora da bancada do então Partido Popular Socialista (PPS) na Assembleia Legislativa de 2000 a 2004 e chefe de gabinete de Bernardo, enquanto ele era prefeito de Pelotas, de 2005 a 2006.
Em 2012, foi eleita vice-prefeita de Pelotas pelo PPS, tendo o tucano Eduardo Leite como candidato a prefeito. Nesse período, Paula também assumiu interinamente a Secretaria Municipal de Educação e Desporto. Contrário à reeleição, Eduardo não se candidatou novamente em 2016 e Paula ocupou seu lugar como a candidata governista. Com o apoio oficial de onze partidos, fez uma campanha baseada na continuidade, usando o slogan "A mudança não pode parar". Em 2 de outubro, Paula foi eleita prefeita com 59,86% dos votos, tornando-se a primeira mulher a ser eleita para comandar o executivo municipal e a primeira pessoa eleita no primeiro turno desde que o sistema de dois turnos foi instituído.
Em 2020, foi reeleita no segundo turno com 68,70% dos votos, derrotando Ivan Duarte, do Partido dos Trabalhadores (PT).
Em março de 2023, foi nomeada vice-presidente de direitos humanos da Frente Nacional de Prefeitas e Prefeitos (FNP). Alguns meses mais tarde, em outubro, foi eleita presidente do Partido da Social Democracia Brasileira (PSDB) no Rio Grande do Sul para o biênio 2023/2025. Em 30 de novembro, foi eleita 1.ª vice-presidente nacional do partido, na chapa de Marconi Perillo. Em abril de 2025, Paula foi nomeada como titular da Secretaria Extraordinária de Relações Institucionais do governo do Estado do Rio Grande do Sul.

## Prêmios e honrarias
Por sua atuação lecionando a língua francesa, em 2018, ela recebeu a Ordem das Palmas Acadêmicas — honraria concedida a pessoas que contribuem com a disseminação da cultura francesa.

## Desempenho eleitoral
| Ano  | Eleição              | Partido | Cargo                                       | Votos   | %                  | Resultado | Ref    |
| ---- | -------------------- | ------- | ------------------------------------------- | ------- | ------------------ | --------- | ------ |
| 2012 | Municipal de Pelotas | PPS     | Vice-prefeita Titular: Eduardo Leite (PSDB) | 77.026  | 39,89% (1.º Turno) | Eleita    | [ 14 ] |
| 2012 | Municipal de Pelotas | PPS     | Vice-prefeita Titular: Eduardo Leite (PSDB) | 110.823 | 57,15% (2.º Turno) |           | [ 14 ] |
| 2016 | Municipal de Pelotas | PSDB    | Prefeita                                    | 112.358 | 59,86%             | Eleita    | [ 15 ] |
| 2020 | Municipal de Pelotas | PSDB    | Prefeita                                    | 78.599  | 49,74% (1º Turno)  | Eleita    | [ 16 ] |
| 2020 | Municipal de Pelotas | PSDB    | Prefeita                                    | 105.206 | 68,70% (2.º Turno) |           | [ 16 ] |